# Łukasz Fabiański
Łukasz Marek Fabiański (n. 18 aprilie 1985) este un fotbalist polonez care evoluează pe postul de portar.  A jucat la echipe mari din Polonia, Lech Poznan și Legia Warszawa. Fabiański a câștigat în luna mai 2014 trofeul FA Cup cu Arsenal, fiind titular în finala cu Hull City.

## Cariera

### Legia Varșovia
În iarna anului 2005, Fabiański a semnat cu Legia Varșovia, unde l-a avut ca competitor pe Artur Boruc. După ce Boruc a fost vândut la Celtic, Fabianski a devenit primul portar al Legiei pe 24 iulie 2005 într-un meci împotriva lui Arka Gdynia, care s-a încheiat 0-0. El a ajutat-o pe Legia să câștige campionatul Poloniei în sezonul 2005-2006. În sezoanele 2005-2006 și 2006-2007, performanțele sale au fost răsplătite, câștigând Premiul pentru cel mai bun portar al Poloniei.

### Arsenal

Fabiański în 2012

Pe 8 mai 2007, Lukazs a trecut testele medicale de la Londra, iar pe 11 mai 2007 transferul său la Arsenal a fost definitivat. Fabianski a semnat cu Tunarii pe 26 mai 2007 un contract pe temen lung. Și-a făcut debutul la Arsenal pe 14 iulie 2007 într-un amical cu Bârneț, înlocuindu-l pe Manuel Almunia la pauză. Meciul s-a terminat 2-0 pentru Arsenal.
El a devenit prima variantă a lui Arsene Wenger în Carling Cup, sezonul 2007-2008, și a jucat în toate cele 5 meciuri ale „tunarilor” din această competiție. Lukasz și-a făcut debutul în Premier League pe 28 aprilie 2008 într-un meci în deplasare împotriva celor de la Derby County și chiar dacă a primit 2 goluri, Arsenal a câștigat cu 6-2, iar Wenger l-a lăudat pentru evoluția din această partidă.
El și-a păstrat locul pentru următorul meci împotriva lui Everton FC pe 4 mai 2008, fiind înlocuit de Jens Lehmann în minutul 70. Arsene Wenger a declarat în acel sezon că Lukasz va fi al doilea portar a lui Arsenal, după Manuel Almunia. Se accidentează în ianuarie 2011, ratând tot turul de campionat. Este în concurență directă pentru postul de titular cu un alt portar polonez, Wojciech Szczęsny.

## Statistici carieră
La 17 mai 2014.
| Club    | Sezon   | Campionat | Campionat | Campionat | FA Cup  | FA Cup | FA Cup | Cupa Ligii | Cupa Ligii | Cupa Ligii | Europa  | Europa | Europa | Total   | Total | Total |
| Club    | Sezon   | Meciuri   | C.S.      | G.P.      | Meciuri | C.S.   | G.P.   | Meciuri    | C.S.       | G.P.       | Meciuri | C.S.   | G.P.   | Meciuri | C.S.  | G.P.  |
| ------- | ------- | --------- | --------- | --------- | ------- | ------ | ------ | ---------- | ---------- | ---------- | ------- | ------ | ------ | ------- | ----- | ----- |
| Arsenal | 2007–08 | 3         | 2         | 2         | 0       | 0      | 0      | 5          | 2          | 8          | 0       | 0      | 0      | 8       | 4     | 11    |
| Arsenal | 2008–09 | 6         | 2         | 10        | 6       | 3      | 4      | 3          | 2          | 2          | 3       | 2      | 0      | 18      | 9     | 16    |
| Arsenal | 2009–10 | 4         | 2         | 5         | 2       | 0      | 4      | 2          | 0          | 4          | 2       | 0      | 3      | 10      | 2     | 16    |
| Arsenal | 2010–11 | 14        | 3         | 9         | 0       | 0      | 0      | 1          | 0          | 1          | 5       | 0      | 7      | 20      | 3     | 16    |
| Arsenal | 2011–12 | 0         | 0         | 0         | 2       | 0      | 4      | 3          | 0          | 3          | 1       | 0      | 1      | 6       | 0     | 8     |
| Arsenal | 2012–13 | 4         | 1         | 3         | 0       | 0      | 0      | 0          | 0          | 0          | 1       | 1      | 0      | 5       | 2     | 3     |
| Arsenal | 2013–14 | 1         | 1         | 0         | 6       | 2      | 5      | 2          | 0          | 3          | 2       | 0      | 3      | 11      | 3     | 11    |
| Total   | Total   | 32        | 11        | 29        | 16      | 5      | 17     | 16         | 4          | 21         | 14      | 3      | 14     | 78      | 23    | 81    |

G.P. – Goluri primite; C.S. – Clean sheets.

## Palmares
Legia Warszawa
- Ekstraklasa: 2005–06

Arsenal
- FA Cup: 2013–14

### Individual
- Cel mai bun portar polonez din Ekstraklasa: 2006, 2007